# Jake Gleeson
Jake Gleeson (26 de junio de 1990 en Palmerston North) es un futbolista neozelandés que juega como arquero. Actualmente se encuentra sin equipo, su último club fue el Portland Timbers de la Major League Soccer estadounidense.

## Carrera
Debutó en 2007 en el Western Suburbs y en 2008 fue contratado por el Team Wellington, franquicia participante del Campeonato de Fútbol de Nueva Zelanda. En 2010 viajó a los Estados Unidos para ser parte del Portland Timbers Sub-23, con el que ganó la Premier Development League en su primera temporada allí. Al año siguiente subiría al primer equipo. En 2014 fue dado a préstamo al Sacramento Republic, equipo con el que conquistó la USL Pro. Tras su regreso al Portland, ganó la Copa MLS 2015. Sin embargo, fue a partir de la lesión de Adam Kwarasey durante la temporada 2016 que se convirtió en el arquero titular de los Timbers.

### Clubes
| Club                         | País           | Año         |
| ---------------------------- | -------------- | ----------- |
| Western Suburbs              | Nueva Zelanda  | 2007 - 2008 |
| Team Wellington              | Nueva Zelanda  | 2008 - 2010 |
| Portland Timbers Sub-23      | Estados Unidos | 2010        |
| Portland Timbers             | Estados Unidos | 2010 -2018  |
| Sacramento Rep. (a préstamo) | Estados Unidos | 2014        |

### Selección nacional

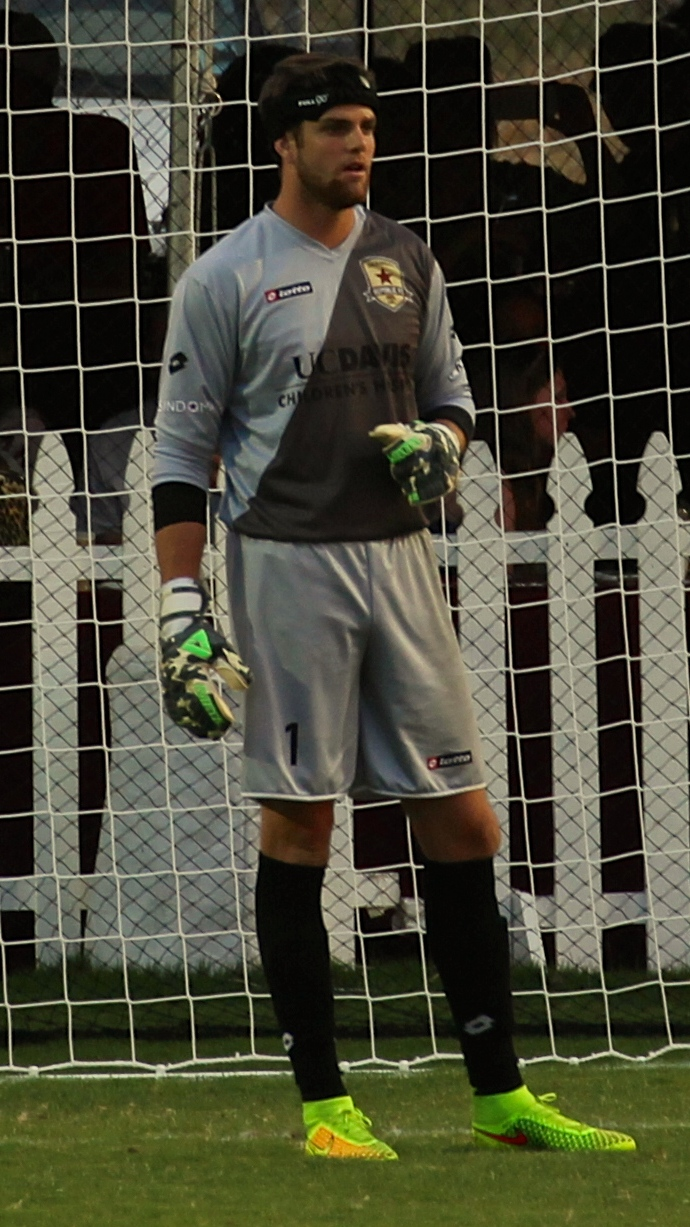
Gleeson durante su paso por el Sacramento Republic.

A pesar de que solo había jugado un partido en representación de Nueva Zelanda, había sido pre-convocado a la Copa de las Naciones de la OFC 2012, sin embargo, no formó parte de los 22 jugadores oficiales. Aun así, faltando 4 días para el comienzo de la competencia, Ricki Herbert quitó de la plantilla a Dan Keat, lo que le dio un lugar a Gleeson como tercer arquero. Remplazó a Mark Paston, lesionado en el primer partido ante Fiyi, siendo Gleeson el defensor del arco neozelandés en los encuentros ante Papúa Nueva Guinea, las Islas Salomón, Nueva Caledonia y nuevamente la selección salomonense por el tercer lugar.

#### Partidos e invictos internacionales
| Partidos e invictos internacionales | Partidos e invictos internacionales | Partidos e invictos internacionales | Partidos e invictos internacionales | Partidos e invictos internacionales | Partidos e invictos internacionales | Partidos e invictos internacionales |
| #                                   | Fecha                               | Estadio                             | Rival                               | Resultado                           | Competición                         | Invicto                             |
| ----------------------------------- | ----------------------------------- | ----------------------------------- | ----------------------------------- | ----------------------------------- | ----------------------------------- | ----------------------------------- |
| 2011                                |                                     |                                     |                                     |                                     |                                     |                                     |
| 1                                   | 5 de junio                          | Adelaide Oval, Adelaida             | Australia                           | 0 – 3                               | Amistoso                            |                                     |
| 2012                                |                                     |                                     |                                     |                                     |                                     |                                     |
| 2                                   | 2 de junio                          | Estadio Lawson Tama, Honiara        | Fiyi                                | 1 – 0                               | Copa de las Naciones de la OFC 2012 | 1 (1)                               |
| 3                                   | 4 de junio                          | Estadio Lawson Tama, Honiara        | Papúa Nueva Guinea                  | 2 – 1                               | Copa de las Naciones de la OFC 2012 |                                     |
| 4                                   | 6 de junio                          | Estadio Lawson Tama, Honiara        | Islas Salomón                       | 1 – 1                               | Copa de las Naciones de la OFC 2012 |                                     |
| 5                                   | 8 de junio                          | Estadio Lawson Tama, Honiara        | Nueva Caledonia                     | 0 – 2                               | Copa de las Naciones de la OFC 2012 |                                     |
| 6                                   | 10 de junio                         | Estadio Lawson Tama, Honiara        | Islas Salomón                       | 4 – 3                               | Copa de las Naciones de la OFC 2012 |                                     |
| 2014                                |                                     |                                     |                                     |                                     |                                     |                                     |
| 7                                   | 14 de noviembre                     | National Stadium, Nanchang          | China                               | 1 – 1                               | Amistoso                            |                                     |
| 8                                   | 18 de noviembre                     | 80th Birthday Stadium, Korat        | Tailandia                           | 0 – 2                               | Amistoso                            |                                     |

## Palmarés
| Título                 | Club                 | País           | Año  |
| ---------------------- | -------------------- | -------------- | ---- |
| Campeonato Sub-17 OFC  | Selección Sub-17     | Nueva Zelanda  | 2007 |
| Premier Development L. | Port. Timbers Sub-23 | Estados Unidos | 2010 |
| Preolímpico de la OFC  | Selección Sub-23     | Nueva Zelanda  | 2012 |
| USL Pro                | Sacramento Republic  | Estados Unidos | 2014 |
| Copa MLS               | Portland Timbers     | Estados Unidos | 2015 |
| Conferencia Oeste      | Portland Timbers     | Estados Unidos | 2017 |